# Manfred Steiner (sciatore)
Manfred Steiner (Wörgl, 27 novembre 1962) è un ex saltatore con gli sci austriaco.

## Biografia
In Coppa del Mondo esordì il 4 gennaio 1980 a Innsbruck (77°), ottenne il primo podio il 21 gennaio 1984 a Sapporo (3°) e l'unica vittoria il giorno successivo, sempre a Sapporo.
In carriera prese parte a un'edizione dei Giochi olimpici invernali, Sarajevo 1984 (41° nel trampolino lungo).

## Palmarès

### Coppa del Mondo
- Miglior piazzamento in classifica generale: 24º nel 1984
- 2 podi (entrambi individuali):
  - 1 vittoria
  - 1 terzo posto

#### Coppa del Mondo - vittorie
| Data            | Località | Nazione  | Trampolino     |
| --------------- | -------- | -------- | -------------- |
| 22 gennaio 1984 | Sapporo  | Giappone | Ōkurayama K110 |

### Campionati austriaci
- 2 medaglie[1]:
  - 2 ori (70 m, 90 m nel 1984)